# Emily Harrington
Emily Harrington (* 17. srpna 1986 Boulder, Colorado) je americká sportovní lezkyně, vicemistryně světa, mistryně Severní Ameriky a mistryně USA v lezení na obtížnost.

## Výkony a ocenění

### Závodní výsledky
| Arco Rock Master | Arco Rock Master | Arco Rock Master |
| Rok              | 2005             | 2007             |
| ---------------- | ---------------- | ---------------- |
| Obtížnost        | 5                | 5                |

| Mistrovství světa | Mistrovství světa | Mistrovství světa | Mistrovství světa |
| Rok               | 2005              | 2007              | 2011              |
| ----------------- | ----------------- | ----------------- | ----------------- |
| Obtížnost         | 2                 | 12-13             | 43-45             |
| Bouldering        | 23                | —                 | —                 |

| Světový pohár | Světový pohár | Světový pohár | Světový pohár | Světový pohár | Světový pohár | Světový pohár |
| Rok           | 2003          | 2005          | 2006          | 2007          | 2009          | 2011          |
| ------------- | ------------- | ------------- | ------------- | ------------- | ------------- | ------------- |
| Obtížnost     |               |               |               |               | —             |               |
| jednotlivě*   |               |               |               |               | —             |               |
|               |               |               |               |               |               |               |
| Bouldering    |               |               | —             | —             |               | —             |
| jednotlivě*   |               |               | —             | —             |               | —             |
|               |               |               |               |               |               |               |
| Kombinace     |               |               | —             | —             | —             | —             |

* Pozn.: nalevo jsou poslední závody v roce
| Mistrovství Severní Ameriky | Mistrovství Severní Ameriky | Mistrovství Severní Ameriky |
| Rok                         | 2006                        | 2008                        |
| --------------------------- | --------------------------- | --------------------------- |
| Obtížnost                   | 1                           | 3                           |

| Mistrovství USA | Mistrovství USA | Mistrovství USA | Mistrovství USA | Mistrovství USA | Mistrovství USA |
| Rok             | 2004            | 2005            | 2006            | 2008            | 2009            |
| --------------- | --------------- | --------------- | --------------- | --------------- | --------------- |
| Obtížnost       | 1               | 1               | 1               | 1               | 1               |
| Rychlost        | 3               |                 |                 |                 |                 |